# (347) Pariana
(347) Pariana ist ein Asteroid des mittleren Hauptgürtels, der am 28. November 1892 vom französischen Astronomen Auguste Charlois am Observatoire de Nice bei einer Helligkeit von 12 mag entdeckt wurde.
Ein Bezug dieses Namens zu einer Person oder einem Ereignis ist nicht bekannt.

## Wissenschaftliche Auswertung
Aus Ergebnissen der IRAS Minor Planet Survey (IMPS) wurden 1992 Angaben zu Durchmesser und Albedo für zahlreiche Asteroiden abgeleitet, darunter auch (347) Pariana, für die damals Werte von 51,4 km bzw. 0,18 erhalten wurden. Eine Auswertung von Beobachtungen durch das Projekt NEOWISE im nahen Infrarot führte 2011 zu vorläufigen Werten für den Durchmesser und die Albedo im sichtbaren Bereich von 51,0 km bzw. 0,21. Ein Vergleich von Daten, die von 1978 bis 2011 an der Sternwarte Ondřejov in Tschechien und am Table Mountain Observatory in Kalifornien gesammelt wurden, mit den Daten von NEOWISE ergab 2012 Werte für den Durchmesser und die Albedo von 51,0 km bzw. 0,19. Nachdem die Werte nach neuen Messungen mit NEOWISE 2012 auf 49,2 km bzw. 0,19 geändert worden waren, wurden sie 2014 auf 48,6 km bzw. 0,22 korrigiert. Eine Untersuchung von 2020 bestimmte aus drei Sternbedeckungen durch (347) Pariana einen Durchmesser von 52,3 ± 4,5 km.
Photometrische Messungen des Asteroiden fanden statt am 5. Dezember 1989 am Mount-Lemmon-Observatorium in Arizona. Weitere Beobachtungen gab es vom 17. bis 21. April 1991 am La-Silla-Observatorium in Chile. Aus der aufgezeichneten Lichtkurve wurde eine Rotationsperiode von 4,05 h bestimmt. Zu dieser Periode passten auch die nachträglich ausgewerteten Daten des Mount-Lemmon-Observatoriums von 1989.
Bei Messungen vom 7. bis 21. Januar 1999 während drei Nächten am Nationalen Astronomischen Observatorium Roschen in Bulgarien konnte ebenfalls eine Periode von 4,052 h abgeleitet werden und auch Beobachtungen vom 18. Januar bis 24. Februar 1999 während vier Nächten am Observatorium der United States Air Force Academy in Colorado führten zu einer Rotationsperiode von 4,0529 h.
Eine Untersuchung von 2003 leitete in der Ukraine aus den archivierten Daten von 1989–1999 für (347) Pariana eine Rotationsperiode von 4,0525 h ab. Es wurde auch eine nahe zur Ebene der Ekliptik gelegene Position für die Rotationsachse sowie die Achsenverhältnisse eines dreiachsig-ellipsoidischen Gestaltmodells berechnet. Neue photometrische Messungen des Asteroiden vom 20. Juli bis 10. September 2009 während sechs Nächten am BDI Observatory in New South Wales, Australien, wurden zu einer Periode von 4,052 h ausgewertet. Zusammen mit den archivierten Daten der früheren Beobachtungen wurde erstmals ein vorläufiges dreidimensionales Gestaltmodell berechnet für zwei alternative Positionen der Rotationsachse mit prograder Rotation und einer Periode von 4,053 h.
Weitere Beobachtungen erfolgten am 27. und 31. Januar 2016 an der Palmer Divide Station des Center for Solar System Studies (CS3) in Colorado, hier wurde eine Rotationsperiode von 4,053 h bestimmt. Mit dem Weltraumteleskop Transiting Exoplanet Survey Satellite (TESS) konnten während dessen Durchmusterung des Südhimmels 2018 bis 2019 auch Objekte des Sonnensystems beobachtet werden. Dabei wurden auch die Lichtkurven von fast 10.000 Asteroiden aufgezeichnet. Für (347) Pariana wurde aus Messungen etwa vom 20. September bis zum 6. Oktober 2018 eine Rotationsperiode von 4,05289 h erhalten.
Mit einer Auswertung photometrischer Daten des Lowell-Observatoriums und des Gaia DR2-Katalogs konnte dann im Jahr 2019 mit der Methode der konvexen Inversion wieder ein dreidimensionales Gestaltmodell des Asteroiden für eine Position der Rotationsachse mit prograder Rotation und eine Periode von 4,05246 h bestimmt werden. Zwischen 2012 und 2018 wurden mit der All-Sky Automated Survey for Supernovae (ASAS-SN) auch photometrische Daten von 20.000 Asteroiden aufgezeichnet. Auf mehr als 5000 davon konnte erfolgreich die Methode der konvexen Inversion angewendet werden, darunter auch (347) Pariana, für die in einer Untersuchung von 2021 ein verbessertes dreidimensionales Gestaltmodell für zwei alternative Rotationsachsen mit prograder Rotation und einer Periode von 4,05244 h berechnet wurde.
Aus archivierten Daten des Asteroid Terrestrial-impact Last Alert System (ATLAS) aus dem Zeitraum 2015 bis 2018 konnte in einer Untersuchung von 2022 mit der Methode der konvexen Inversion eine Rotationsperiode von 4,0525 h bestimmt werden. Im Jahr 2023 wurde aus photometrischen Messungen von Gaia DR3 erneut ein dreidimensionales Gestaltmodell des Asteroiden für zwei alternative Rotationsachsen mit prograder Rotation und einer Periode von 4,05255 h berechnet.
Neue photometrische Beobachtungen gab es wieder vom 1. bis 30. Dezember 2023 durch eine Zusammenarbeit verschiedener Beobachter und Observatorien in Spanien (abgeleitete Periode 4,052 h) und vom 9. bis 12. Januar 2024 am Astronomischen Observatorium der Universität Siena in Italien (abgeleitete Periode 4,053 h).